# Klosterstad

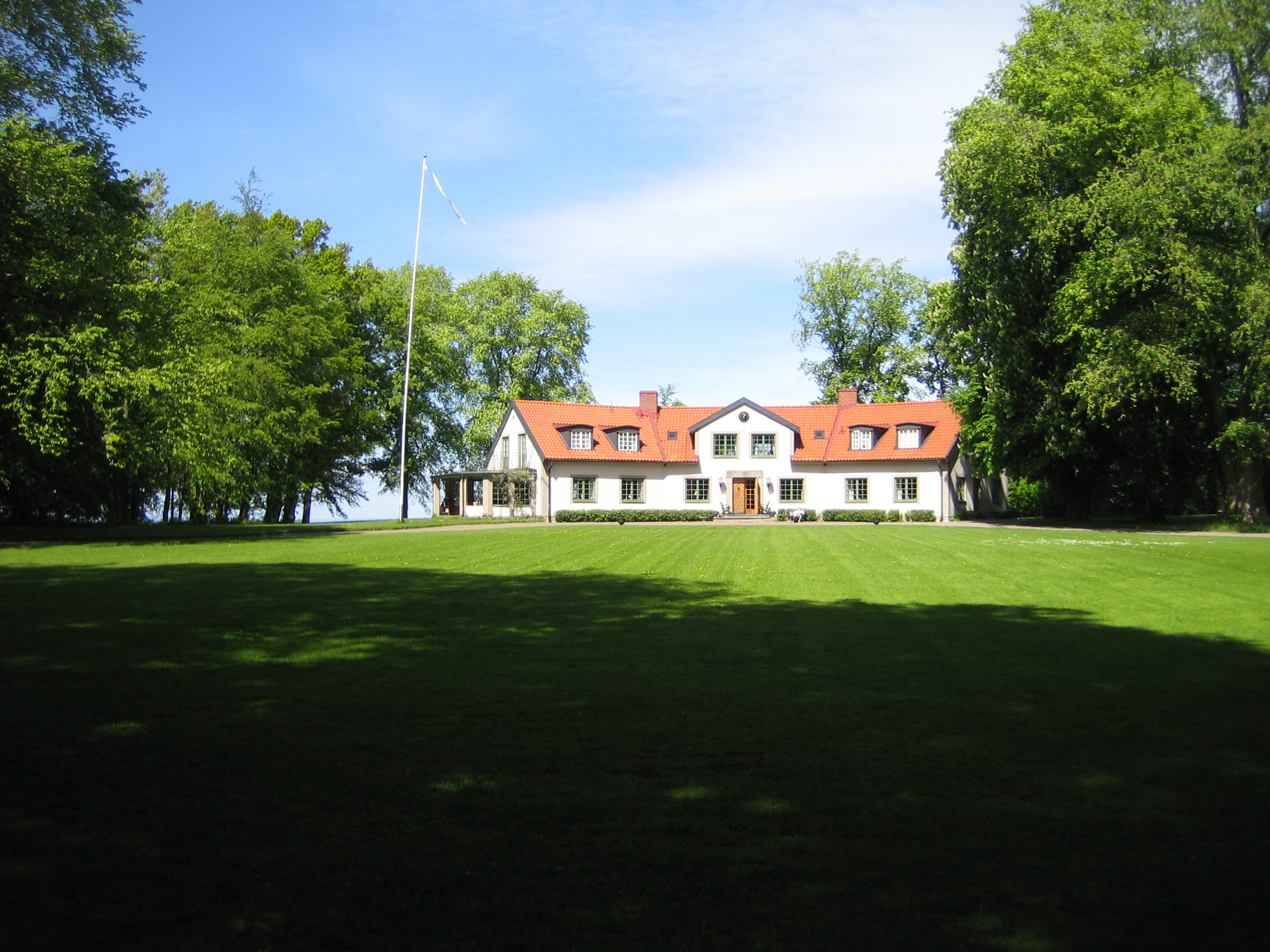
Klosterstad

Klosterstad är en gård, en före detta by och en före detta socken i Vadstena kommun, Östergötlands län. 
Klosterstad ligger på Östgötaslätten tre kilometer öster om Vadstena med en vidsträckt utsikt över Vättern mot Västergötland och över medeltidskyrkorna  Vadstena klosterkyrka, Hagebyhöga kyrka och Fivelstads kyrka. 

## Historia
Platsen omnämns första gången i en handling från 31 december 1296 då Ingeborg Ulfsdotter (Ulv) ägde gården Clastadh, senare kallad Klåstad och sedan 1700-talet Klosterstad.). Hon var av kungasläkt och ägde förutom Klåstad bland annat gårdarna Hårstorp i Motala socken, gården Vinnerstad sydost om Motala och Husbyfjöl i Brunneby socken, alla tre i Östergötland, samt Göksholm i Närke. Klosterstad var egen socken fram till 1380 då den lades under Vadstena kloster, medan Klåstads församling fanns kvar till omkring 1560.
Klosterstad har uppmärksammats mycket sedan 1997 då en tidigare okänd rundkyrka påträffades på platsen. Den var uppförd omkring år 1200 och ödelades vid en brand på 1560-talet. Förutom murar, två sidoaltare och 200 gravar med ett 30-tal hällfragment i vikingastil hittades rester av en ännu äldre kyrka, en stavkyrka från 1000-talets första hälft. Stavkyrkan, som är Östergötlands äldsta kända kyrka, undersöktes åren 2001–2003. Bredvid kyrkan har funnits en klockstapel i trä.